# Плодопитомник (Ульяновская область)
Плодопитомник — поселок в Новоспасском районе Ульяновской области в составе Фабричновыселковского сельского поселения.

## География
Находится на расстоянии примерно 12 километров по прямой на северо-восток от районного центра поселка Новоспасское.

## История
Основан после Гражданской войны. 

## Население
Население составляло 185 человек (русские 91%) в 2002 году, 175 по переписи 2010 года.